# Cheilanthes perlanata
Cheilanthes perlanata är en kantbräkenväxtart som först beskrevs av Pichi-serm., och fick sitt nu gällande namn av Kornas. Cheilanthes perlanata ingår i släktet Cheilanthes och familjen Pteridaceae. Inga underarter finns listade.